# Teologické texty
Teologické texty byl český odborný teologický časopis, zabývající se teoretickými i praktickými otázkami teologie. Od roku 1978 vycházel v rámci katolického samizdatu, od roku 1990 pak oficiálně. Od založení časopisu až do r. 2005 byl šéfredaktorem a hlavním odborným poradcem Oto Mádr, po něm převzala vedení Jolana Poláková. Vydávání časopisu bylo zastaveno v r. 2015. 
Časopis vycházel 4-5x do roka, s ročním zpožděním byla jeho čísla zveřejňována na internetových stránkách. Vydávala jej Královská kolegiátní kapitula sv. Petra a Pavla na Vyšehradě. Od roku 2007 udělovala redakce časopisu cenu Oto Mádra „za nejlepší práci česky píšícího autora či autorky ve věku do 35 let (dosaženém do termínu dodání práce do redakce), publikovanou v příslušném dvouletí v časopise Teologické texty.“ Laureáty se stali Pavel Blažek (2008), Jan Poříz (2010), Jakub Kříž (2012) a Dan Török (2014)
Kritici Teologickým textům vytýkají příklon k liberalismu, nereflektování konzervativních hledisek a místy i zlehčování církevní autority.